# キム・ソクウォン (コピーライター)
キム・ソクウォンは、コピーライター、CMプランナー、キャラクター作家である。電通在籍。

## 人物
兵庫県西宮市出身の在日韓国人3世。中学からアメリカンスクールに通い、上智大学英文学科を卒業。
電通に就職し、コピーライターとして働くと共にキャラクター作家としても活躍の場を広げる。
豆しばの原作者として知られる。TCC会員。

## 主な作品
- 豆しば
- しんぼる - しん坊キャラクター制作
- ステネコ広告社
- 豆しば学園
- 「銀魂しば」　銀魂とのコラボ
- 「魔法科高校の劣豆生」　魔法科高校の劣等生とのコラボ
- 「おそ豆さん」　おそ松さんとのコラボ
- 「七つ大豆」　七つの大罪とのコラボ
- NEXUSプレゼンツ「スーパー桃太郎」

## 著書リスト
- 豆しば - 枝豆しばとアラスカの冷蔵庫 （2008/11、主婦と生活社）
- 豆しば - 黒豆しばとトルストイの家出 （2009/06、主婦と生活社）
- 豆しば - グリーンピーしばとアラバマの隕石 （2010/04、主婦と生活社）　
いずれも渡部祥子との共著。
- 豆しばのお弁当（2009/9/11、主婦と生活社）　
稲熊由夏、渡部祥子との共著。

## 連載
- 豆しば「ね～ね～」（主婦と生活社）